# FEI Nations Cup 2015 (Vielseitigkeit)
Der FEI Nations Cup 2015 im Vielseitigkeitsreiten (2015 FEI Nations Cup Eventing) war die vierte Saison des Nations Cups der Vielseitigkeitsreiter.

## Ablauf der Turnierserie
Alle Etappen der Turnierserie fanden in Europa statt. Ausgeschrieben waren die Wertungsprüfungen als CICO 3* oder als CCIO 3*. Im Jahr 2015 erstreckte sich die Serie vom 19. März bis zum 11. Oktober und umfasste damit die gesamte grüne Saison (Zeitraum, in dem Reitturniere witterungsbedingt außerhalb von Hallen durchgeführt werden können).
Die siegreiche Mannschaft erhielt in den Wertungsprüfungen jeweils elf Punkte, die nachfolgenden Mannschaften eine absteigende Anzahl an Wertungspunkten. Pro Teilnehmer, der die Prüfung nicht beendet, erhielten die Mannschaften 1000 Minuspunkte in der Prüfung. Somit haben alle Mannschaften ein Ergebnis und erhalten (soweit sie zu den besten neun Mannschaften der Prüfung zählten) Wertungspunkte für den Nations Cup.

## Die Prüfungen

### 1. Prüfung: Frankreich
Den Einstieg in die Saison 2015 bildete das französische Nationenpreisturnier. Dieses fand unter dem Namen The Crazy Ride vom 19. bis 22. März 2015 in Fontainebleau statt.
Mit deutlichem Vorsprung von rund 30 Minuspunkten verteidigte Frankreich seinen Vorjahressieg, wobei keiner der Reiter und keines der Pferde der Vorjahresequipe beteiligt war. In der Einzelwertung des CICO 3* siegte, wie bereits im Jahr 2013, Michael Jung mit seinem Paradepferd Sam FBW.
Mannschaftswertung CICO 3*
|         | Mannschaft     | Reiter und Pferde                  | Minuspunkte | Minuspunkte | Minuspunkte | Minuspunkte | Wertungs- punkte |
| Dressur | Mannschaft     | Reiter und Pferde                  | Gelände     | Springen    | Gesamt      |             | Wertungs- punkte |
| ------- | -------------- | ---------------------------------- | ----------- | ----------- | ----------- | ----------- | ---------------- |
| 1       | Frankreich     | Gwendolen Fer Romantic Love        | 44,10       | 1,20        | 0,00        | 45,30       |                  |
| 1       | Frankreich     | Arnaud Boiteau Quoriano            | 37,80       | 7,60        | 2,00        | 47,40       |                  |
| 1       | Frankreich     | Hélène Vattier Quito de Baliere    | 44,80       | 6,80        | 4,00        | 55,60       |                  |
| 1       | Frankreich     | Karim Florent Laghouag Entebbe     | 42,00       | 11,20       | 5,00        | (58,20)     |                  |
| 1       | Frankreich     |                                    |             |             |             | 148,30      | 11               |
| 2       | Australien     | Christopher Burton Jamaimo         | 42,00       | 8,80        | 0,00        | 50,80       |                  |
| 2       | Australien     | Paul Tapner Kilronan               | 39,60       | 12,80       | 7,00        | 59,40       |                  |
| 2       | Australien     | Kevin McNab Casperelli             | 44,20       | 21,60       | 2,00        | 67,80       |                  |
| 2       | Australien     |                                    |             |             |             | 178,00      | 9                |
| 3       | Großbritannien | Isabelle Taylor Briarlands Matilda | 40,40       | 7,20        | 4,00        | 51,60       |                  |
| 3       | Großbritannien | Flora Harris Amazing               | 44,30       | 14,00       | 4,00        | 62,30       |                  |
| 3       | Großbritannien | Nick Gauntlett Crown Talisman      | 49,00       | 12,80       | 4,00        | 65,80       |                  |
| 3       | Großbritannien |                                    |             |             |             | 179,70      | 8                |
| 4       | Niederlande    | Tim Lips Bayro                     | 39,40       | 18,00       | 1,00        | 58,40       |                  |
| 4       | Niederlande    | Merel Blom Rumour has it           | 46,70       | 16,80       | 4,00        | 67,50       |                  |
| 4       | Niederlande    | Andrew Heffernan Boleybawn Ace     | 45,00       | 19,20       | 9,00        | 73,20       |                  |
| 4       | Niederlande    | Theo van de Vendel Zindane         | 59,40       | 4,80        | 12,00       | (76,20)     |                  |
| 4       | Niederlande    |                                    |             |             |             | 199,10      | 7                |

Einzelwertung CICO 3*
| Rang | Reiter             | Pferd         | Mannschafts- wertung | Minuspunkte | Minuspunkte | Minuspunkte | Minuspunkte |
| Rang | Reiter             | Pferd         | Mannschafts- wertung | Dressur     | Gelände     | Springen    | Gesamt      |
| ---- | ------------------ | ------------- | -------------------- | ----------- | ----------- | ----------- | ----------- |
| 1    | Michael Jung       | Sam FBW       | nein                 | 34,10       | 7,60        | 1,00        | 42,70       |
| 2    | Gwendolen Fer      | Romantic Love | ja                   | 44,10       | 1,20        | 0,00        | 45,30       |
| 3    | Thibaud Valette    | Qing du Briot | nein                 | 35,20       | 11,20       | 0,00        | 46,40       |
| 4    | Arnaud Boiteau     | Quoriano      | ja                   | 37,80       | 7,60        | 2,00        | 47,40       |
| 5    | Christopher Burton | Jamaimo       | ja                   | 42,00       | 8,80        | 0,00        | 50,80       |

### 2. Prüfung: Irland
Zum zweiten Mal fand im Rahmen des Vielseitigkeitsreitturniers Ballindenisk Horse Trials ein Nationenpreis statt. Das CICO 3*-Turnier, das auf dem Gelände des Ballindenisk House bei Watergrasshill im irischen County Cork stattfand, wurde vom 24. bis 26. April 2015 durchgeführt.
Wie im Vorjahr waren drei Mannschaften am Start, es siegte erneut Großbritannien.
Mannschaftswertung CICO 3*
|         | Mannschaft     | Reiter und Pferde                     | Minuspunkte | Minuspunkte | Minuspunkte | Minuspunkte | Wertungs- punkte |
| Dressur | Mannschaft     | Reiter und Pferde                     | Springen    | Gelände     | Gesamt      |             | Wertungs- punkte |
| ------- | -------------- | ------------------------------------- | ----------- | ----------- | ----------- | ----------- | ---------------- |
| 1       | Großbritannien | Nicky Roncoroni Stonedge              | 43,30       | 0,00        | 0,00        | 43,30       |                  |
| 1       | Großbritannien | Louise Harwood Whitson                | 45,80       | 0,00        | 2,00        | 47,80       |                  |
| 1       | Großbritannien | Georgie Strang Cooley Business Time   | 52,30       | 0,00        | 0,00        | 52,30       |                  |
| 1       | Großbritannien | Isabelle Taylor Starchaser            | 40,10       | 0,00        | 30,00       | (70,10)     |                  |
| 1       | Großbritannien |                                       |             |             |             | 143,40      | 11               |
| 2       | Irland         | Sarah Ennis Stellor Rebound           | 43,20       | 0,00        | 0,00        | 43,20       |                  |
| 2       | Irland         | Joseph Murphy Westwinds Hercules      | 54,30       | 0,00        | 0,00        | 54,30       |                  |
| 2       | Irland         | Sam Watson Lukeswell                  | 52,00       | 0,00        | 2,80        | 54,80       |                  |
| 2       | Irland         | Aoife Clark Arco                      | 51,90       | 0,00        | 10,40       | (62,30)     |                  |
| 2       | Irland         |                                       |             |             |             | 152,30      | 9                |
| 3       | Frankreich     | Luc Chateau Propiano de l'Ebat        | 43,10       | 4,00        | 2,00        | 49,10       |                  |
| 3       | Frankreich     | François Lemiere Ogustin du Terroir   | 47,80       | 4,00        | 2,40        | 54,20       |                  |
| 3       | Frankreich     | Gilles Bordes Orion de Cavalhac       | 48,80       | 0,00        | 7,20        | 56,00       |                  |
| 3       | Frankreich     | Christophe Guillemet Mach de la Barre | 51,20       | 16,00       | 17,60       | (84,80)     |                  |
| 3       | Frankreich     |                                       |             |             |             | 159,30      | 8                |

Einzelwertung CICO 3*
| Rang | Reiter          | Pferd            | Mannschafts- wertung | Minuspunkte | Minuspunkte | Minuspunkte | Minuspunkte |
| Rang | Reiter          | Pferd            | Mannschafts- wertung | Dressur     | Springen    | Gelände     | Gesamt      |
| ---- | --------------- | ---------------- | -------------------- | ----------- | ----------- | ----------- | ----------- |
| 1    | Emilie Chandler | Gino Royale      | nein                 | 40,60       | 0,00        | 0,00        | 40,60       |
| 2    | Sarah Ennis     | Stellor Rebound  | ja                   | 43,20       | 0,00        | 0,00        | 43,20       |
| 3    | Nicky Roncoroni | Stonedge         | ja                   | 43,30       | 0,00        | 0,00        | 43,30       |
| 4    | Oliver Townend  | Dromgurrihy Blue | nein                 | 47,60       | 0,00        | 0,00        | 47,60       |
| 5    | Louise Harwood  | Whitson          | ja                   | 45,80       | 0,00        | 2,00        | 47,80       |

### 3. Prüfung: Vereinigtes Königreich
Die britische Etappe des Nations Cup 2015, die Houghton International Horse Trials, fanden vom 28. bis 31. Mai 2015 statt. Austragungsort ist Houghton Hall in der Grafschaft Norfolk.
Das Teilnehmerfeld des CICO 3* umfasst 76 Starterpaare, in der Mannschaftswertung gingen sechs Mannschaften an den Start. Es siegte hier Deutschland mit rund 15 Minuspunkten vor Großbritannien. Der Franzose Luc Chateau sicherte sich mit Propriano de l'Ebat mit der mit Abstand besten Dressur der Prüfung die Führung, die er mit nur 1,6 Minuspunkten aus dem Gelände auch bis zum Ende innehatte.
Mannschaftswertung CICO 3*
|                                                             | Mannschaft                                                  | Reiter und Pferde                                           | Minuspunkte                                                 | Minuspunkte                                                 | Minuspunkte                                                 | Minuspunkte                                                 | Wertungs- punkte |
| Dressur                                                     | Mannschaft                                                  | Reiter und Pferde                                           | Springen                                                    | Gelände                                                     | Gesamt                                                      |                                                             | Wertungs- punkte |
| ----------------------------------------------------------- | ----------------------------------------------------------- | ----------------------------------------------------------- | ----------------------------------------------------------- | ----------------------------------------------------------- | ----------------------------------------------------------- | ----------------------------------------------------------- | ---------------- |
| 1                                                           | Deutschland                                                 | Andreas Ostholt So is et                                    | 41,00                                                       | 0,00                                                        | 0,00                                                        | 41,00                                                       |                  |
| 1                                                           | Deutschland                                                 | Niklas Bschorer Tom Tom Go                                  | 45,00                                                       | 0,00                                                        | 0,00                                                        | 45,00                                                       |                  |
| 1                                                           | Deutschland                                                 | Dirk Schrade Hop and Skip                                   | 45,30                                                       | 0,00                                                        | 0,00                                                        | 45,30                                                       |                  |
| 1                                                           | Deutschland                                                 | Sandra Auffarth Ispo                                        | 50,20                                                       | 0,00                                                        | 9,60                                                        | (59,80)                                                     |                  |
| 1                                                           | Deutschland                                                 |                                                             |                                                             |                                                             |                                                             | 131,30                                                      | 11               |
| 2                                                           | Großbritannien                                              | Pippa Funnell Billy the Biz                                 | 40,40                                                       | 0,00                                                        | 1,60                                                        | 42,00                                                       |                  |
| 2                                                           | Großbritannien                                              | Sarah Bullimore Conpierre                                   | 50,60                                                       | 0,00                                                        | 0,00                                                        | 50,60                                                       |                  |
| 2                                                           | Großbritannien                                              | Francis Whittington West Side                               | 45,10                                                       | 4,00                                                        | 4,40                                                        | 53,50                                                       |                  |
| 2                                                           | Großbritannien                                              | Georgie Strang Ascot H                                      | 51,10                                                       | 4,00                                                        | 0,00                                                        | (55,10)                                                     |                  |
| 2                                                           | Großbritannien                                              |                                                             |                                                             |                                                             |                                                             | 146,10                                                      | 9                |
| 3                                                           | Frankreich                                                  | Luc Chateau Propriano de l'Ebat                             | 35,30                                                       | 0,00                                                        | 1,60                                                        | 36,90                                                       |                  |
| 3                                                           | Frankreich                                                  | Regis Prud Hon Debiut                                       | 53,40                                                       | 0,00                                                        | 5,60                                                        | 59,00                                                       |                  |
| 3                                                           | Frankreich                                                  | Camille Lejeune R'du Temps Bliniere                         | 52,80                                                       | 7,00                                                        | 2,00                                                        | 61,80                                                       |                  |
| 3                                                           | Frankreich                                                  | Alexis Gomez Rien Qu'un Crack                               | 45,00                                                       | 0,00                                                        | 26,40                                                       | (71,40)                                                     |                  |
| 3                                                           | Frankreich                                                  |                                                             |                                                             |                                                             |                                                             | 157,70                                                      | 8                |
| 4                                                           | Niederlande                                                 | Tim Lips Bayro                                              | 44,60                                                       | 0,00                                                        | 1,20                                                        | 45,80                                                       |                  |
| 4                                                           | Niederlande                                                 | Iris Pemen Weering's Junior                                 | 54,90                                                       | 8,00                                                        | 27,60                                                       | 90,50                                                       |                  |
| 4                                                           | Niederlande                                                 | Merel Blom Chiccolino                                       | 55,20                                                       | 4,00                                                        | 50,80                                                       | 110,00                                                      |                  |
| 4                                                           | Niederlande                                                 | Jan van Beek Diamond Lancer                                 | 56,40                                                       | 0,00                                                        | AUSG                                                        | (1000,00)                                                   |                  |
| 4                                                           | Niederlande                                                 |                                                             |                                                             |                                                             |                                                             | 246,30                                                      | 7                |
| weitere Platzierungen: Spanien: 5. Rang Australien: 6. Rang | weitere Platzierungen: Spanien: 5. Rang Australien: 6. Rang | weitere Platzierungen: Spanien: 5. Rang Australien: 6. Rang | weitere Platzierungen: Spanien: 5. Rang Australien: 6. Rang | weitere Platzierungen: Spanien: 5. Rang Australien: 6. Rang | weitere Platzierungen: Spanien: 5. Rang Australien: 6. Rang | weitere Platzierungen: Spanien: 5. Rang Australien: 6. Rang | 6 5              |

Einzelwertung CICO 3*
| Rang | Reiter          | Pferd               | Mannschafts- wertung | Minuspunkte | Minuspunkte | Minuspunkte | Minuspunkte |
| Rang | Reiter          | Pferd               | Mannschafts- wertung | Dressur     | Springen    | Gelände     | Gesamt      |
| ---- | --------------- | ------------------- | -------------------- | ----------- | ----------- | ----------- | ----------- |
| 1    | Luc Chateau     | Propriano de l'Ebat | ja                   | 35,30       | 0,00        | 1,60        | 36,90       |
| 2    | Andreas Ostholt | So is et            | ja                   | 41,00       | 0,00        | 0,00        | 41,00       |
| 3    | Pippa Funnell   | Billy the Biz       | ja                   | 40,40       | 0,00        | 1,60        | 42,00       |
| 4    | Niklas Bschorer | Tom Tom Go          | ja                   | 45,00       | 0,00        | 0,00        | 45,00       |
| 5    | Dirk Schrade    | Hop and Skip        | ja                   | 45,30       | 0,00        | 0,00        | 45,30       |

### 4. Prüfung: Polen
Die vierte Wertungsprüfung des Nations Cups fand im Jahr 2015 in der niederschlesischen Stadt Strzegom statt. Vom 24. bis 28. Juni 2015 wurden hier die Strzegom Horse Trials durchgeführt. Das Turnier bot den Reitern dabei ein breites Prüfungsprogramm, neben dem CICO 3* waren auch sechs weitere CIC- bzw. CCI-Prüfungen ausgeschrieben.
Die Geländestrecke des Nationenpreises zeigte sich sehr selektiv, überhaupt nur zwei von sieben Mannschaften brachten drei bzw. vier Reiter in das Ziel. Mit größerem Vorsprung siegte Großbritannien. In der Einzelwertung beendeten 28 von 44 Startern alle drei Teilprüfungen, Karin Donckers siegte klar mit vier Minuspunkten Vorsprung.
Mannschaftswertung CICO 3*
|                                                                              | Mannschaft                                                                   | Reiter und Pferde                                                            | Minuspunkte                                                                  | Minuspunkte                                                                  | Minuspunkte                                                                  | Minuspunkte                                                                  | Wertungs- punkte |
| Dressur                                                                      | Mannschaft                                                                   | Reiter und Pferde                                                            | Gelände                                                                      | Springen                                                                     | Gesamt                                                                       |                                                                              | Wertungs- punkte |
| ---------------------------------------------------------------------------- | ---------------------------------------------------------------------------- | ---------------------------------------------------------------------------- | ---------------------------------------------------------------------------- | ---------------------------------------------------------------------------- | ---------------------------------------------------------------------------- | ---------------------------------------------------------------------------- | ---------------- |
| 1                                                                            | Großbritannien                                                               | Isabelle Taylor Starburst                                                    | 48,20                                                                        | 0,00                                                                         | 0,00                                                                         | 48,20                                                                        |                  |
| 1                                                                            | Großbritannien                                                               | Sarah Bullimore Valentino V                                                  | 47,50                                                                        | 2,40                                                                         | 0,00                                                                         | 49,90                                                                        |                  |
| 1                                                                            | Großbritannien                                                               | Emily Llewellyn Greenlawn Sky High                                           | 50,60                                                                        | 1,60                                                                         | 0,00                                                                         | 52,20                                                                        |                  |
| 1                                                                            | Großbritannien                                                               | Jodie Amos Figaro van het Broekxhof                                          | 54,40                                                                        | 0,80                                                                         | 16,00                                                                        | (71,20)                                                                      |                  |
| 1                                                                            | Großbritannien                                                               |                                                                              |                                                                              |                                                                              |                                                                              | 150,30                                                                       | 11               |
| 2                                                                            | Australien                                                                   | Andrew Hoy Cheeky Calimbo                                                    | 39,10                                                                        | 7,60                                                                         | 4,00                                                                         | 50,70                                                                        |                  |
| 2                                                                            | Australien                                                                   | Christopher Burton Haruzac                                                   | 43,60                                                                        | 0,00                                                                         | 8,00                                                                         | 51,60                                                                        |                  |
| 2                                                                            | Australien                                                                   | Kevin McNab Casperelli                                                       | 56,00                                                                        | 6,40                                                                         | 4,00                                                                         | 66,40                                                                        |                  |
| 2                                                                            | Australien                                                                   |                                                                              |                                                                              |                                                                              |                                                                              | 168,70                                                                       | 9                |
| 3                                                                            | Belgien                                                                      | Karin Donckers Fletcha van 't Verahof                                        | 37,40                                                                        | 6,80                                                                         | 0,00                                                                         | 44,20                                                                        |                  |
| 3                                                                            | Belgien                                                                      | Rik Geirnaert Zaferlina                                                      | 51,30                                                                        | 4,80                                                                         | 8,00                                                                         | 64,10                                                                        |                  |
| 3                                                                            | Belgien                                                                      | Maxime Lambrecht Bridget                                                     | 80,00                                                                        | N.GES.                                                                       |                                                                              | 1000,00                                                                      |                  |
| 3                                                                            | Belgien                                                                      |                                                                              |                                                                              |                                                                              |                                                                              | 1108,30                                                                      | 8                |
| 4                                                                            | Deutschland                                                                  | Julia Mestern Leo von Faelz                                                  | 55,90                                                                        | 2,00                                                                         | 8,00                                                                         | 65,90                                                                        |                  |
| 4                                                                            | Deutschland                                                                  | Jana Weyers Lardina                                                          | 47,30                                                                        | 29,60                                                                        | 4,00                                                                         | 80,90                                                                        |                  |
| 4                                                                            | Deutschland                                                                  | Franca Lüdeke Parlando                                                       | 45,30                                                                        | AUSG                                                                         |                                                                              | 1000,00                                                                      |                  |
| 4                                                                            | Deutschland                                                                  | Julia Weiser Quitana                                                         | 49,10                                                                        | AUSG                                                                         |                                                                              | (1000,00)                                                                    |                  |
| 4                                                                            | Deutschland                                                                  |                                                                              |                                                                              |                                                                              |                                                                              | 1146,80                                                                      | 7                |
| weitere Platzierungen: Schweden: 5. Rang Niederlande: 6. Rang Polen: 7. Rang | weitere Platzierungen: Schweden: 5. Rang Niederlande: 6. Rang Polen: 7. Rang | weitere Platzierungen: Schweden: 5. Rang Niederlande: 6. Rang Polen: 7. Rang | weitere Platzierungen: Schweden: 5. Rang Niederlande: 6. Rang Polen: 7. Rang | weitere Platzierungen: Schweden: 5. Rang Niederlande: 6. Rang Polen: 7. Rang | weitere Platzierungen: Schweden: 5. Rang Niederlande: 6. Rang Polen: 7. Rang | weitere Platzierungen: Schweden: 5. Rang Niederlande: 6. Rang Polen: 7. Rang | 6 5 4            |

Einzelwertung CICO 3*
| Rang | Reiter             | Pferd                  | Mannschafts- wertung | Minuspunkte | Minuspunkte | Minuspunkte | Minuspunkte |
| Rang | Reiter             | Pferd                  | Mannschafts- wertung | Dressur     | Gelände     | Springen    | Gesamt      |
| ---- | ------------------ | ---------------------- | -------------------- | ----------- | ----------- | ----------- | ----------- |
| 1    | Karin Donckers     | Fletcha van 't Verahof | ja                   | 37,40       | 6,80        | 0,00        | 44,20       |
| 2    | Isabelle Taylor    | Starburst              | ja                   | 48,20       | 0,00        | 0,00        | 48,20       |
| 3    | Sarah Bullimore    | Valentino V            | ja                   | 47,50       | 2,40        | 0,00        | 49,90       |
| 4    | Andrew Hoy         | Cheeky Calimbo         | ja                   | 39,10       | 7,60        | 4,00        | 50,70       |
| 5    | Christopher Burton | Haruzac                | ja                   | 43,60       | 0,00        | 8,00        | 51,60       |

### 5. Prüfung: Deutschland
Die deutsche Etappe des Nations Cups fand unter außergewöhnlichen Bedingungen statt: Austragungsort war zwar wie in den Vorjahren Aachen, doch wurde der Nationenpreis 2015 nicht im Rahmen des CHIO Aachen (der so 2015 nicht stattfand) durchgeführt. Stattdessen wurde der CICO 3* als Rahmenprüfung bei den Europameisterschaften in fünf weiteren Pferdesportdisziplinen in Aachen ausgerichtet.
Der deutsche Nationenpreis wurde als „Two-Day Event“ am 13. und 14. August 2015 durchgeführt. Am Vormittag des ersten Tages wurde dabei die Dressur ausgeritten, am Nachmittag folgte die Springprüfung. Der zweite Tag stand im Zeichen der Geländeprüfung, die ab 14 Uhr ausgeritten wurde.
Es waren neun Mannschaften am Start, nach Dressur und Springen lag die deutsche Mannschaft mit knappem Vorsprung vor Neuseeland und Großbritannien. Kritisiert wurde die sehr uneinheitliche Vergabe der Dressurnoten durch die drei Richter, so bekam etwa Sara Algotsson-Ostholt mit ihrer Stute Reality ein Dressurergebnis zwischen 71,15 Prozent (18. Platz der Richterin) und 80,00 Prozent (Platz 3 des ungarischen Richters). Ähnlich extrem fiel der Unterschied auch bei Michael Jung und Halunke FBW aus, die zwischen 68,46 Prozent (28. Platz des ungarischen Richters) und 77,89 Prozent (3. Platz des deutschen Richters Martin Plewa) bekamen.
Am Geländetag sicherten die deutschen Reiter ihre gute Ausgangslage, mit nur zusätzlichen 2,4 Minuspunkten gewannen sie den Nationenpreis. Weniger glücklich lief das Gelände für Großbritannien ab: Nachdem bereits eine Reiterin ausgeschieden war, musste Holly Woodhead ihr sehr gutes Ergebnis von 34,30 Minuspunkten möglichst ins Ziel bringen. Woodhead kam zunächst mit 29,60 weiteren Minuspunkten in das Ziel, wurde nachträglich jedoch disqualifiziert, da sie Hindernis 20b nicht innerhalb des mit Fahnen begrenzten Bereiches überwunden hatte. Damit rutschte die britische Mannschaft auf Rang acht ab.
In der Einzelwertung setzte sich früh Ingrid Klimke mit ihrem Mannschaftspferd Hale Bob in Führung, mit dem sie nach Dressur und Springen auf dem vierten Platz gelegen hatte. Nachdem die zweit- und drittplatzierten Reiter ihr Ergebnis nicht halten konnten und hinter Klimke mit Hale Bob zurückfielen, war Ingrid Klimke der Sieg bereits sicher. Mit ihrem zweiten Pferd FRH Escada hatte sie vor dem Geländetag bereits in Führung gelegen, nach dem Gelände stand fest, dass Klimke einen Doppelsieg erritten hatte.
Mannschaftswertung CICO 3*
| | Mannschaft | Reiter und Pferde | Minuspunkte | Minuspunkte | Minuspunkte | Minuspunkte | Wertungs- punkte |
| Dressur | Mannschaft | Reiter und Pferde | Springen | Gelände | Gesamt | | Wertungs- punkte |
| --- | --- | --- | --- | --- | --- | --- | ---------------- |
| 1 | Deutschland | Ingrid Klimke Hale Bob | 37,00 | 0,00 | 0,00 | 37,00 |                  |
| 1 | Deutschland | Sandra Auffarth Opgun Louvo                                                                                               | 33,20 | 4,00 | 0,00 | 37,20 |                  |
| 1 | Deutschland | Michael Jung Halunke FBW                                                                                                  | 39,90 | 4,00 | 2,40 | 46,30 |                  |
| 1 | Deutschland | Dirk Schrade Hop and Skip                                                                                                 | 43,60 | 4,00 | 0,00 | 47,60 |                  |
| 1 | Deutschland | | | | | 120,50 | 11               |
| 2 | Neuseeland | Tim Price Wesko | 40,20 | 0,00 | 0,00 | 40,20 |                  |
| 2 | Neuseeland | Jonelle Price Faerie Dianimo                                                                                              | 37,40 | 0,00 | 3,60 | 41,00 |                  |
| 2 | Neuseeland | Mark Todd Campino | 43,60 | 0,00 | 2,00 | 45,60 |                  |
| 2 | Neuseeland | Jonathan Paget Clifton Lush                                                                                               | 46,20 | 8,00 | AUSG | (1000,00) |                  |
| 2 | Neuseeland | | | | | 126,80 | 9                |
| 3 | Vereinigte Staaten | Phillip Dutton Cubalawn                                                                                                   | 46,40 | 0,00 | 2,40 | 48,80 |                  |
| 3 | Vereinigte Staaten | Lauren Kieffer Veronica                                                                                                   | 43,60 | 0,00 | 10,40 | 54,00 |                  |
| 3 | Vereinigte Staaten | Lynn Symansky Donner | 49,90 | 9,00 | 31,20 | 90,10 |                  |
| 3 | Vereinigte Staaten | Colleen Rutledge Covert Rights                                                                                            | 50,70 | 12,00 | AUSG | (1000,00) |                  |
| 3 | Vereinigte Staaten | | | | | 192,90 | 8                |
| 4 | Irland | Padraig McCarthy Simon Porloe                                                                                             | 49,60 | 0,00 | 5,20 | 54,80 |                  |
| 4 | Irland | Austin O’Connor Kilpatrick Knight                                                                                         | 46,20 | 4,00 | 10,00 | 60,20 |                  |
| 4 | Irland | Michael Ryan Dunlough Striker                                                                                             | 63,60 | 4,00 | 10,80 | 78,40 |                  |
| 4 | Irland | | | | | 193,40 | 7                |
| weitere Platzierungen: Australien: 5. Rang Schweden: 6. Rang Kanada: 7. Rang Großbritannien: 8. Rang Niederlande: 9. Rang | weitere Platzierungen: Australien: 5. Rang Schweden: 6. Rang Kanada: 7. Rang Großbritannien: 8. Rang Niederlande: 9. Rang | weitere Platzierungen: Australien: 5. Rang Schweden: 6. Rang Kanada: 7. Rang Großbritannien: 8. Rang Niederlande: 9. Rang | weitere Platzierungen: Australien: 5. Rang Schweden: 6. Rang Kanada: 7. Rang Großbritannien: 8. Rang Niederlande: 9. Rang | weitere Platzierungen: Australien: 5. Rang Schweden: 6. Rang Kanada: 7. Rang Großbritannien: 8. Rang Niederlande: 9. Rang | weitere Platzierungen: Australien: 5. Rang Schweden: 6. Rang Kanada: 7. Rang Großbritannien: 8. Rang Niederlande: 9. Rang | weitere Platzierungen: Australien: 5. Rang Schweden: 6. Rang Kanada: 7. Rang Großbritannien: 8. Rang Niederlande: 9. Rang | 6 5 4 3 2        |

Einzelwertung CICO 3*
| Rang | Reiter          | Pferd       | Mannschafts- wertung | Minuspunkte | Minuspunkte | Minuspunkte | Minuspunkte |
| Rang | Reiter          | Pferd       | Mannschafts- wertung | Dressur     | Springen    | Gelände     | Gesamt      |
| ---- | --------------- | ----------- | -------------------- | ----------- | ----------- | ----------- | ----------- |
| 1    | Ingrid Klimke   | FRH Escada  | nein                 | 32,10       | 0,00        | 0,00        | 32,10       |
| 2    | Ingrid Klimke   | Hale Bob    | ja                   | 37,00       | 0,00        | 0,00        | 37,00       |
| 3    | Sandra Auffarth | Opgun Louvo | ja                   | 33,20       | 4,00        | 0,00        | 37,20       |
| 4    | Tim Price       | Wesko       | ja                   | 40,20       | 0,00        | 0,00        | 40,20       |
| 5    | Michael Jung    | Takinou     | nein                 | 37,20       | 0,00        | 3,60        | 40,80       |

### 6. Prüfung: Italien
Gut fünf Wochen nach der fünften Etappe sollte die Saison beim italienischen Nationenpreis der Vielseitigkeitsreiter in Montelibretti fortgesetzt werden. Dieser sollte vom 17. bis 20. September 2015 ausgetragen werden. Der Nationenpreis wurde jedoch abgesagt, an seiner Stelle wurde ein normaler CIC 3* durchgeführt.

### 7. Prüfung: Belgien
Die belgische Wertungsprüfung des Nations Cups fand zum dritten Mal in Waregem statt. Das Nationenpreisturnier Internationaal Eventing Waregem, ein CICO 3*, wurde in der Saison 2015 vom 24. bis 27. September ausgerichtet.
In der Mannschaftswertung lag die deutsche Equipe von der ersten Teilprüfung an ihn Führung und gewann die Prüfung schließlich auch. Die australische Mannschaft lag nach den ersten beiden Teilprüfungen knapp dahinter auf dem zweiten Rang, im Gelände schieden jedoch zwei ihrer Paare aus, so dass Australien auf den fünften Platz zurückfiel. Nach vielen Regentagen in den Wochen zuvor verschlechterten sich die Bodenverhältnisse während der Prüfung. Keinem Reiter gelang es, innerhalb der erlaubten Zeit. Die schnellste Zeit im Gelände gelang gleich der ersten Reiterin auf der Geländestrecke Nana Dalton, die sich damit von Platz 14 auf die Spitzenposition vorarbeiten konnte und die Prüfung gewann.
Mannschaftswertung CICO 3*
|                                                                | Mannschaft                                                     | Reiter und Pferde                                              | Minuspunkte                                                    | Minuspunkte                                                    | Minuspunkte                                                    | Minuspunkte                                                    | Wertungs- punkte |
| Dressur                                                        | Mannschaft                                                     | Reiter und Pferde                                              | Springen                                                       | Gelände                                                        | Gesamt                                                         |                                                                | Wertungs- punkte |
| -------------------------------------------------------------- | -------------------------------------------------------------- | -------------------------------------------------------------- | -------------------------------------------------------------- | -------------------------------------------------------------- | -------------------------------------------------------------- | -------------------------------------------------------------- | ---------------- |
| 1                                                              | Deutschland                                                    | Andreas Ostholt Pennsylvania                                   | 41,80                                                          | 1,00                                                           | 14,80                                                          | 57,60                                                          |                  |
| 1                                                              | Deutschland                                                    | Julia Krajewski Samourai du Thot                               | 45,50                                                          | 0,00                                                           | 14,40                                                          | 59,90                                                          |                  |
| 1                                                              | Deutschland                                                    | Anna-Maria Rieke Petite Dame                                   | 42,70                                                          | 0,00                                                           | 18,80                                                          | 61,50                                                          |                  |
| 1                                                              | Deutschland                                                    | Andreas Dibowski FRH Butts Avedon                              | 49,10                                                          | 4,00                                                           | 16,40                                                          | (69,50)                                                        |                  |
| 1                                                              | Deutschland                                                    |                                                                |                                                                |                                                                |                                                                | 179,00                                                         | 11               |
| 2                                                              | Belgien                                                        | Julien Despontin Waldano                                       | 41,40                                                          | 4,00                                                           | 18,40                                                          | 63,80                                                          |                  |
| 2                                                              | Belgien                                                        | Joris Van Springel Lully des Aulnes                            | 52,70                                                          | 4,00                                                           | 11,20                                                          | 67,90                                                          |                  |
| 2                                                              | Belgien                                                        | Pieter de Cleene Havanna van't Castaneahof                     | 52,70                                                          | 12,00                                                          | 31,20                                                          | 95,90                                                          |                  |
| 2                                                              | Belgien                                                        | Virginie Caulier Nepal du Sudre                                | 47,40                                                          | 4,00                                                           | AUFG                                                           | (1000,00)                                                      |                  |
| 2                                                              | Belgien                                                        |                                                                |                                                                |                                                                |                                                                | 227,60                                                         | 9                |
| 3                                                              | Niederlande                                                    | Tim Lips Trademark                                             | 55,30                                                          | 4,00                                                           | 12,80                                                          | 72,10                                                          |                  |
| 3                                                              | Niederlande                                                    | Alice Naber-Lozeman Harry Belafonte                            | 56,70                                                          | 4,00                                                           | 41,60                                                          | 102,30                                                         |                  |
| 3                                                              | Niederlande                                                    | Nienke van Roekel Sagnol                                       | 57,70                                                          | 4,00                                                           | 44,40                                                          | 106,10                                                         |                  |
| 3                                                              | Niederlande                                                    | Raf Kooremans Vulcano                                          | 54,50                                                          | 0,00                                                           | AUSG                                                           | (1000,00)                                                      |                  |
| 3                                                              | Niederlande                                                    |                                                                |                                                                |                                                                |                                                                | 280,50                                                         | 8                |
| 4                                                              | Großbritannien                                                 | Nana Dalton Abbeylara Prince                                   | 50,10                                                          | 0,00                                                           | 6,80                                                           | 56,90                                                          |                  |
| 4                                                              | Großbritannien                                                 | Sarah Bullimore Reve du Rouet                                  | 44,30                                                          | 8,00                                                           | 33,60                                                          | 85,90                                                          |                  |
| 4                                                              | Großbritannien                                                 | Coral Keen Wellshead Fare Opposition                           | 48,40                                                          | 0,00                                                           | AUSG                                                           | 1000,00                                                        |                  |
| 4                                                              | Großbritannien                                                 | Francis Whittington West Side                                  | 45,00                                                          | 8,00                                                           | AUSG                                                           | (1000,00)                                                      |                  |
| 4                                                              | Großbritannien                                                 |                                                                |                                                                |                                                                |                                                                | 1142,80                                                        | 7                |
| weitere Platzierungen: Australien: 5. Rang Frankreich: 6. Rang | weitere Platzierungen: Australien: 5. Rang Frankreich: 6. Rang | weitere Platzierungen: Australien: 5. Rang Frankreich: 6. Rang | weitere Platzierungen: Australien: 5. Rang Frankreich: 6. Rang | weitere Platzierungen: Australien: 5. Rang Frankreich: 6. Rang | weitere Platzierungen: Australien: 5. Rang Frankreich: 6. Rang | weitere Platzierungen: Australien: 5. Rang Frankreich: 6. Rang | 6 5              |

Einzelwertung CICO 3*
| Rang | Reiter          | Pferd                | Mannschafts- wertung | Minuspunkte | Minuspunkte | Minuspunkte | Minuspunkte |
| Rang | Reiter          | Pferd                | Mannschafts- wertung | Dressur     | Springen    | Gelände     | Gesamt      |
| ---- | --------------- | -------------------- | -------------------- | ----------- | ----------- | ----------- | ----------- |
| 1    | Nana Dalton     | Abbeylara Prince     | ja                   | 50,10       | 0,00        | 6,80        | 56,90       |
| 2    | Andreas Ostholt | Pennsylvania         | ja                   | 41,80       | 1,00        | 14,80       | 57,60       |
| 3    | Josefa Sommer   | Hamilton             | nein                 | 46,70       | 0,00        | 11,20       | 57,90       |
| 4    | Paul Tapner     | Bonza King of Rouges | ja                   | 46,00       | 0,00        | 12,40       | 58,40       |
| 5    | Julia Krajewski | Samourai du Thot     | ja                   | 45,50       | 0,00        | 14,40       | 59,90       |

### 8. Prüfung: Niederlande
Im Oktober bildete das niederländische Nationenpreisturnier den Abschluss des Nations Cups. Der CCIO 3* Military Boekelo wurde in Boekelo vom 8. bis 11. Oktober 2015 ausgetragen.
Die Geländestrecke zeigte sich als sehr selektiv. Obwohl in Boekelo ein starkes Teilnehmerfeld am Start war, gelang es nur vier von zehn Equipen, drei Mannschaftsreiter in das Ziel zu bringen. Es siegte in der Mannschaftswertung erstmals überhaupt im Nations Cup der Vielseitigkeitsreiter Irland. Die Iren lagen nach der Dressur nur auf Platz sieben, setzten sich jedoch mit dem Geländetag in Führung. Die deutsche Mannschaft (Josephine Schnaufer/Sambucca, Anna Siemer/Butts Avondale, Marina Köhncke/Let's Dance und Josefa Sommer/Hamilton) kam auf den sechsten Platz.
Mannschaftswertung CCIO 3*
| | Mannschaft | Reiter und Pferde | Minuspunkte | Minuspunkte | Minuspunkte | Minuspunkte | Wertungs- punkte |
| Dressur | Mannschaft | Reiter und Pferde | Gelände | Springen | Gesamt | | Wertungs- punkte |
| --- | --- | --- | --- | --- | --- | --- | ---------------- |
| 1 | Irland | Jonty Evans Cooley Rorkes Drift | 42,70 | 8,80 | 3,00 | 54,50 |                  |
| 1 | Irland | Joseph Murphy Westwinds Hercules | 53,30 | 6,80 | 0,00 | 60,10 |                  |
| 1 | Irland | Cathal Daniels Rioghan Rua | 48,30 | 0,00 | 12,00 | 60,30 |                  |
| 1 | Irland | Padraig McCarthy Simon Porloe | 52,30 | 5,60 | 8,00 | (65,90) |                  |
| 1 | Irland | | | | | 174,90 | 11               |
| 2 | Vereinigte Staaten | Matthew Brown Super Socks | 46,40 | 5,20 | 1,00 | 52,60 |                  |
| 2 | Vereinigte Staaten | Buck Davidson Copper Beach | 51,40 | 12,00 | 4,00 | 67,40 |                  |
| 2 | Vereinigte Staaten | Elisabeth Halliday-Sharp Cooley | 45,80 | 23,20 | 8,00 | 77,00 |                  |
| 2 | Vereinigte Staaten | Marilyn Little Scandalous | 45,50 | 9,60 | N.GES. | (1000,00) |                  |
| 2 | Vereinigte Staaten | | | | | 197,00 | 9                |
| 3 | Neuseeland | Jonelle Price Cloud Dancer | 34,10 | 14,80 | 14,00 | 62,90 |                  |
| 3 | Neuseeland | Jesse Campbell Kaapachino | 43,10 | 0,40 | 21,00 | 64,50 |                  |
| 3 | Neuseeland | Tim Price Xavier Faer | 47,50 | 20,00 | 4,00 | 71,50 |                  |
| 3 | Neuseeland | Daniel Jocelyn Dassett Cool Touch | 56,40 | 9,20 | 16,00 | (81,60) |                  |
| 3 | Neuseeland | | | | | 198,90 | 8                |
| 4 | Frankreich | Astier Nicolas Spes Addit'Or | 43,80 | 0,80 | 10,00 | 54,60 |                  |
| 4 | Frankreich | Nicolas Touzaint Crocket | 45,60 | 5,60 | 4,00 | 55,20 |                  |
| 4 | Frankreich | Jean Lou Bigot Focus | 57,70 | 46,80 | 13,00 | 117,50 |                  |
| 4 | Frankreich | Cédric Lyard Qatar du Puech Rouget | 45,60 | AUFG | | (1000,00) |                  |
| 4 | Frankreich | | | | | 227,30 | 7                |
| weitere Platzierungen: Großbritannien: 5. Rang Deutschland: 6. Rang Australien: 7. Rang Niederlande: 8. Rang Japan: 9. Rang Brasilien: 10. Rang | weitere Platzierungen: Großbritannien: 5. Rang Deutschland: 6. Rang Australien: 7. Rang Niederlande: 8. Rang Japan: 9. Rang Brasilien: 10. Rang | weitere Platzierungen: Großbritannien: 5. Rang Deutschland: 6. Rang Australien: 7. Rang Niederlande: 8. Rang Japan: 9. Rang Brasilien: 10. Rang | weitere Platzierungen: Großbritannien: 5. Rang Deutschland: 6. Rang Australien: 7. Rang Niederlande: 8. Rang Japan: 9. Rang Brasilien: 10. Rang | weitere Platzierungen: Großbritannien: 5. Rang Deutschland: 6. Rang Australien: 7. Rang Niederlande: 8. Rang Japan: 9. Rang Brasilien: 10. Rang | weitere Platzierungen: Großbritannien: 5. Rang Deutschland: 6. Rang Australien: 7. Rang Niederlande: 8. Rang Japan: 9. Rang Brasilien: 10. Rang | weitere Platzierungen: Großbritannien: 5. Rang Deutschland: 6. Rang Australien: 7. Rang Niederlande: 8. Rang Japan: 9. Rang Brasilien: 10. Rang | 6 5 4 3 2 0      |

Einzelwertung CCIO 3*
| Rang | Reiter                        | Pferd         | Mannschafts- wertung | Minuspunkte | Minuspunkte | Minuspunkte | Minuspunkte |
| Rang | Reiter                        | Pferd         | Mannschafts- wertung | Dressur     | Gelände     | Springen    | Gesamt      |
| ---- | ----------------------------- | ------------- | -------------------- | ----------- | ----------- | ----------- | ----------- |
| 1    | Nicola Wilson                 | Bulana        | nein                 | 41,30       | 4,80        | 1,00        | 47,10       |
| 2    | Blyth Tait                    | Xanthus III   | nein                 | 43,20       | 6,00        | 0,00        | 49,20       |
| 3    | Kristina Cook                 | Billy the Red | nein                 | 44,50       | 6,00        | 0,00        | 50,50       |
| 4    | Gabriel Figueiredo Silva Cury | Grass Valley  | ja                   | 48,40       | 2,40        | 0,00        | 50,80       |
| 5    | Dani Evans                    | Smart Time    | ja                   | 46,40       | 6,00        | 0,00        | 52,40       |

## Gesamtwertung
|    |                    | FRA | IRL | GBR | POL | DEU | ITA | BEL | NED | Wertungs- punkte |
| -- | ------------------ | --- | --- | --- | --- | --- | --- | --- | --- | ---------------- |
| 1  | Großbritannien     | 8   | 11  | 9   | 11  | (3) | —   | 7   | 6   | 52               |
| 2  | Deutschland        | —   | —   | 11  | 7   | 11  | —   | 11  | 5   | 45               |
| 3  | Australien         | 9   | —   | 5   | 9   | 6   | —   | 6   | 4   | 39               |
| 4  | Frankreich         | 11  | 8   | 8   | —   | —   | —   | 5   | 7   | 39               |
| 5  | Niederlande        | 7   | —   | 7   | 5   | 2   | —   | 8   | 3   | 32               |
| 6  | Irland             | —   | 9   | —   | —   | 7   | —   | —   | 11  | 27               |
| 7  | Belgien            | —   | —   | —   | 8   | —   | —   | 9   | —   | 17               |
| 8  | Neuseeland         | —   | —   | —   | —   | 9   | —   | —   | 8   | 17               |
| 9  | Vereinigte Staaten | —   | —   | —   | —   | 8   | —   | —   | 9   | 17               |
| 10 | Schweden           | —   | —   | —   | 6   | 5   | —   | —   | —   | 11               |
| 11 | Spanien            | —   | —   | 6   | —   | —   | —   | —   | —   | 6                |
| 12 | Polen              | —   | —   | —   | 4   | —   | —   | —   | —   | 4                |
| 12 | Kanada             | —   | —   | —   | —   | 4   | —   | —   | —   | 4                |
| 13 | Japan              | —   | —   | —   | —   | —   | —   | —   | 2   | 2                |
| 14 | Brasilien          | —   | —   | —   | —   | —   | —   | —   | 0   | 0                |